# Leonard-Cushing Fight
Leonard-Cushing Fight  é um Curta-metragem estadunidense em preto e branco lançado em 1894, produzido e dirigido por William K.L. Dickson para o Edison Studios, de Thomas Edison, com os boxeadores Mike Leonard e Jack Cushing. Este filme, feito durante uma experiência com o Cinetoscópio, relata a luta destes dois homens, em seis rounds, tendo sido encurtado dentro dos limites do Cinetógrafo. Conforme o público, é Leonard quem vence o duelo por nocaute.

## Sinopse
O filme mostra a luta de boxe entre Jack Cushing e Mike Leonard. No fundo, cinco fãs estão encostados nas cordas, olhando para o ringue. O árbitro também está à esquerda; como o público, ele quase não se move enquanto os dois lutadores despejam golpes um contra o outro. Mike Leonard, de branco, é o agressor; em preto, Jack Cushing está perto da borda do ringue, cautelosamente apalpando o ar enquanto Leonard vem para ele. Um par de socos é dado, mas os lutadores mantêm suas posturas eretas.

## Elenco
- Jack Cushing ... Ele mesmo
- Mike Leonard ... Ele mesmo